# Anche
Pour l’article ayant un titre homophone, voir Hanche.

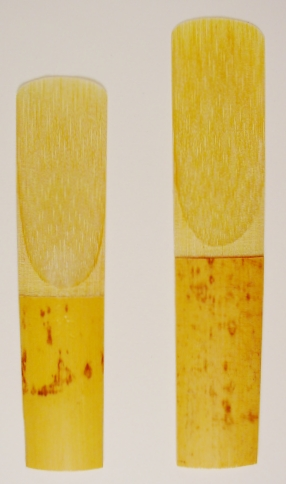
Anches de saxophones alto et ténor, en canne de Provence.

En organologie, une anche est une lamelle qui vibre pour produire le son de certains instruments de musique à vent de la famille des bois. Elle peut être libre (comme pour l'accordéon ou l'harmonica) ou battante. L'anche battante peut être simple (comme pour la clarinette, le saxophone) ou double (hautbois, basson, bombarde, etc.). Faite de roseau (ou plus précisément en canne de Provence), de métal ou de matière plastique, elle est mise en vibration directement par le souffle producteur.

## Histoire
L'anche double est connue depuis la haute Antiquité, elle a été développée avec l'aulos, ancêtre du hautbois.
L'anche simple est également employée depuis l'antiquité avec une forme de clarinette traditionnelle comme le sipsi des Phrygiens et des Hittites ou une forme de clarinette double chez les égyptiens depuis le IVe millénaire av. J.-C.. 
L'anche libre, connue en Chine depuis le IIIe millénaire av. J.-C. a été introduite en 1810 dans la facture instrumentale moderne par Gabriel-Joseph Grenié, lors de la présentation de son orgue expressif.

## Principe
Une anche est une lamelle élastique mise en vibration par :
- le souffle du musicien (duduk, clarinette, saxophone, hautbois, basson, chalumeau, chalemie, bombarde, sheng…),
- une soufflerie mécanique (orgue, positif, harmonium, accordéon, bandonéon, concertina…),
- ou une poche d'air, alimentée par le souffle du musicien ou un soufflet (cornemuse, biniou, veuze, musette de cour…).

Ce souffle fait vibrer l'anche qui met à son tour une colonne d'air variable en vibration, ce qui produit le son de l'instrument.
L'anche peut aussi être la bouche du musicien (anche lippale). Quel que soit son type, elle agit comme une valve qui module le déplacement d'air provoqué par le souffle.

## Formes

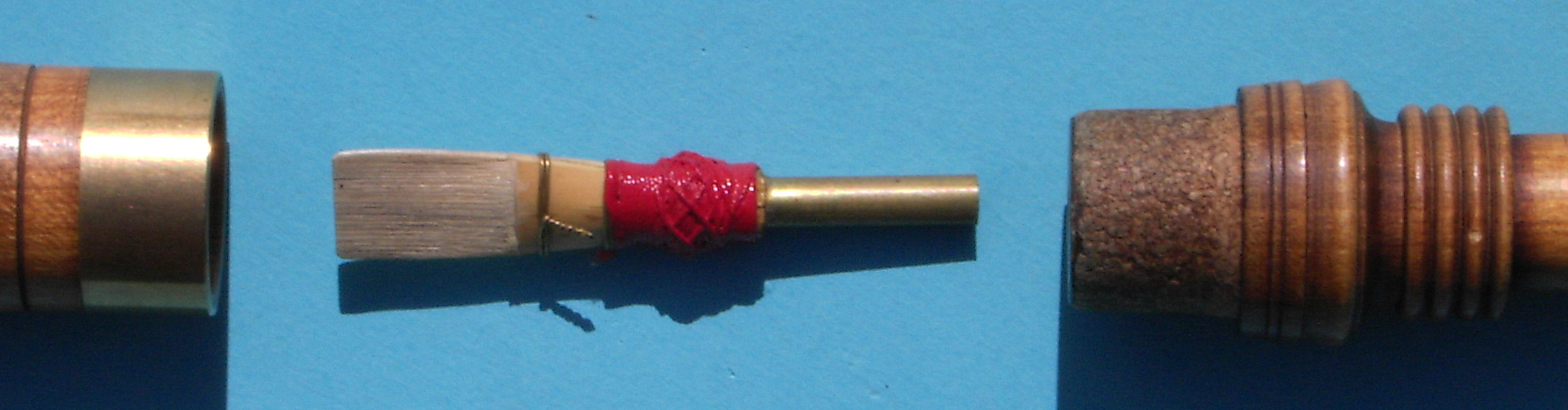
Anche double d'un tournebout

Enfermées dans une capsule (tournebout) ou dans une poche d'air (cornemuse), libre dans la bouche (zurna) ou contrôlées par les lèvres (bombarde, hautbois), accessibles par des clapets (accordéon) ou par des mécanismes monumentaux (orgue), les anches ont des formes et des dimensions diverses et multiples, produisant des sons sourds ou stridents, voilés ou éclatants, très doux ou extrêmement puissants. Les instruments transformant cette vibration sont aussi riches et hétéroclites que les civilisations et les cultures qui les ont fait naitre.

## Types d'anche
Quelle que soit leur matière, il existe quatre sortes d'anches distinctes aux propriétés acoustiques bien différenciées :
- l'anche simple libre, type accordéon. Une languette mise en vibration par un déplacement d'air et vibrant librement en aller/retour.
- l'anche simple battante, type clarinette. Une languette mise en vibration par un déplacement d'air et « battant », plus exactement vibrant contre un bec qui constitue l’ouverture ménagée dans le tube de l’instrument.
- l'anche double libre, type cornemuse. Deux languettes mises en vibration par un déplacement d'air et vibrant librement soit dans la bouche, soit dans une chambre appelée « capsule ».
- l'anche double contrôlée par les lèvres, type hautbois. Deux languettes mises en vibration par un déplacement d'air et que le musicien peut contrôler par la variation de son souffle et des pressions infimes de ses lèvres et de la mâchoire.

### Anche libre

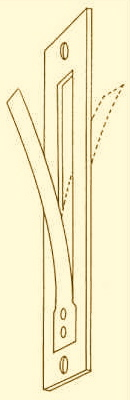
Anche d'accordéon

Une anche libre possède une extrémité qui oscille sans buter nulle part, de part et d'autre d'une position de repos.
De l'accordéon à l'harmonium ou de l’harmonica au mélodica, le son est obtenu par la mise en vibration d'une série de languettes métalliques rectangulaires ou trapézoïdales, les anches, dont la fréquence de vibration dépend de deux paramètres physiques : la raideur et la masse (analogie avec la fréquence d'oscillation d'une masse suspendue à un ressort (raideur).
Les lames sont fixées, par vis ou rivets, sur une plaque métallique (aluminium, dural, laiton) dont la fenêtre (dans laquelle l'anche peut vibrer) est de même forme et très ajustée. Elle est obtenue par un usinage ou estampage précis. Ne rencontrant pas d'obstacle, l'anche vibre donc librement : elle est dite libre.

### Anche simple battante
Une anche simple possède une extrémité qui heurte un support fixe à chaque vibration, par exemple le bec d'une clarinette : on dit qu'elle est battante. L'anche simple battante rebondit ainsi périodiquement contre l’ouverture ménagée dans le tube de l’instrument et est contrôlée par les lèvres et le souffle du musicien.
Clarinettes et saxophones utilisent des anches formées d'une lamelle le plus souvent de roseau (canne de l'espèce arundo donax), et maintenue sur un bec par une ligature métallique, en cuir ou en matériau synthétique, munie d'un système de serrage par vis (ou avec un lacet pour l'école allemande et les clarinettes historiques). De nos jours, le bec est généralement tenu en bouche l'anche en bas, le souffle de l'instrumentiste faisant vibrer la partie finement grattée.

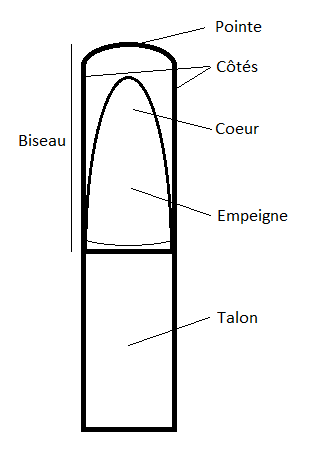
Vocabulaire associé à une anche simple battante (vue de dessus).

L'anche simple facturée pour les instruments modernes est constituée de :
- côté extérieur :
  - une partie taillée en biseau terminée par une pointe arrondie: les fabricants d'anche proposent différents types de coupe du biseau (coupe française, coupe américaine...) impactant l'arrondi de l'empeigne et l'épaisseur du cœur et des côtés , ce qui particularise au global les caractéristiques sonores de l'anche au choix du musicien,
  - un talon (roseau non gratté) pour faciliter l'immobilisation de l'anche sur le bec par la ligature,
- côté table du bec :
  - une table: qui doit être la plus plane possible pour éviter les fuites d'air.

Les anches sont classées par dureté ou par force. Il s'agit en fait de la rigidité, ou inversement de la flexibilité, due à la densité du roseau utilisé. Cette dureté est à associer avec l'ouverture du bec et la longueur de la table. En règle générale, une anche faible produira un son plus criard (chargé en harmoniques aiguës) mais demandera peu de pression pour vibrer, alors qu'une anche plus forte produira un son plus doux mais demandera plus d'effort.
L'anche étant principalement fabriquée dans un matériau naturel (roseau), chaque anche donne une sonorité légèrement différente à l'instrument. Une anche doit être un peu jouée et rodée avant de donner un bon son. Les anches en roseau sont sensibles aux conditions atmosphériques et à l'usure de leurs fibres.
Plus récemment, certains fabricants en ont partiellement recouvertes de plastique (marque Plasticover), d'autres en ont réalisé entièrement en plastique (marques Légère, Fibracell...) ; elles ont une meilleure durée de vie et sont insensibles aux changements de température et d'humidité, étant de ce fait très appréciées des musiciens jouant en extérieur. Cependant le son obtenu est sensiblement différent des anches en roseau (marques Vandoren, Rico, Rigotti, Marca...).
Il existe aussi depuis peu des anches à base de fibres et de résine (marque S.2000 DIVA). Tout en étant insensibles aux changements de température et d'humidité, elles possèdent une durée d'utilisation très supérieure aux anches en roseau, avec un son de très grande qualité[réf. souhaitée].

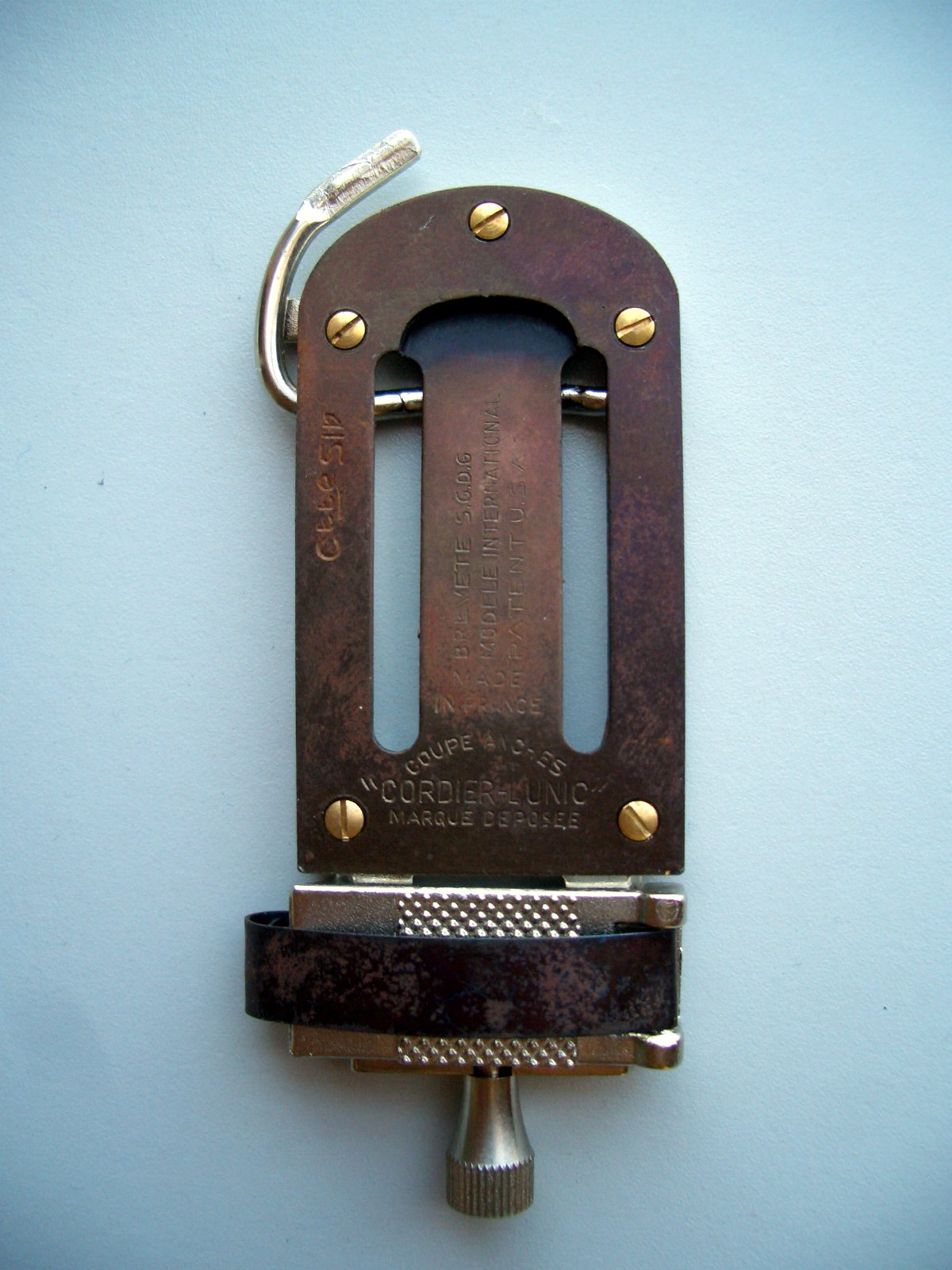
Coupe-anches Cordier pour clarinette.

Depuis la fin du XIXe siècle, ce type d'anche est fabriqué mécaniquement et industriellement avec une précision toujours accrue par des facteurs spécialisés sous forme d'un consommable prêt à l'emploi pour le musicien et avec une grande variété de coupes. À de rares exceptions, le musicien moderne ne gratte plus ses anches simples contrairement aux hautboistes et bassonistes. Il peut néanmoins la rectifier en ponçant la table lorsqu'elle n'est plus plane, retailler son extrémité avec un outil dédié, le coupe-anches, lorsqu'elle est fatiguée et affaiblie.
En cas de difficulté d'approvisionnement, il est possible de jouer des anches de clarinettes sur un saxophone, et réciproquement, dans la mesure où les proportions entre bec et lamelle battante de l'anche sont respectées (par exemple : anche de clarinette soprano sur un saxophone soprano, anche de saxophone ténor sur une clarinette basse...).

### Anche double

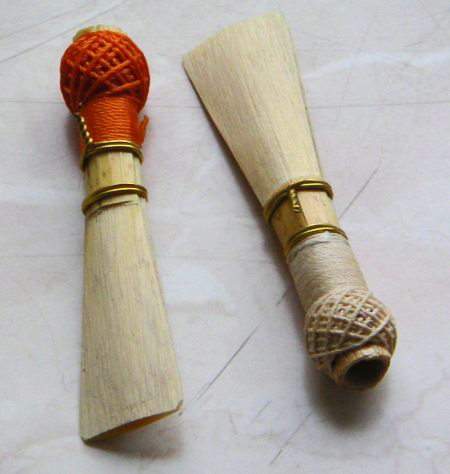
Anches doubles de basson.

Une anche double consiste en deux fines lamelles de roseau ligaturées sur un tube, vibrant l'une contre l'autre (elles sont battantes), contrôlée ou non par les lèvres. La qualité de cette anche est aussi importante que celle de l’instrument.
Le plus souvent fabriquées par les instrumentistes eux-mêmes, les anches doivent être adaptées au souffle (la vitesse et le volume d’air), à l’embouchure (formes des dents et des lèvres), à la pression de la mâchoire, à la température, à l’hygrométrie et même à la pression atmosphérique.
Le roseau, choisi pour ses fibres très fines et sa souplesse sans mollesse, est séché, coupé, fendu, gougé et taillé. Plié pour être ligaturé sur un tube avec un fil de nylon, commence alors l’opération délicate : le "grattage". Après avoir séparé les deux lamelles, il faut effiler ou raboter finement l’extrémité à l’aide d’un couteau à anche ou d'un rasoir. Pour bien vibrer, l’épaisseur et la forme de ce grattage doivent être précis et beaucoup de hautboïstes se désespèrent sur cette activité. Bien sûr, il y a dans le commerce des anches toutes faites, mais elles doivent être adaptées à la morphologie et au jeu de chacun.

### Anche quadruple
Une anche quadruple est similaire à une anche double, mais avec deux épaisseurs de roseau de chaque côté de l'ouverture. Elle est utilisée pour des instruments d'Asie : hne (Myanmar), pi (Thaïlande), pui' pui' (Makassar, Indonésie)…

### Jeux d'anches de l'orgue
L'orgue classique à tuyau dispose de jeux produisant le son à l'aide d'une anche. Le principe de fonctionnement est le même que pour les instruments à anche simple cités ci-dessus, à la seule différence que dans l'orgue l'anche est toujours en laiton.

### Anche lippale
Sur certains instruments dénués d'anche, comme les  cuivres, les lèvres de l'instrumentiste font office d'anche, en jouant sur la tension du sphincter lippal pour favoriser l'amplification de certains partiels par le résonateur (l'« instrument » lui-même).